# Bad Brückenau
Bad Brückenau – miasto uzdrowiskowe w Niemczech, w kraju związkowym Bawaria, w rejencji Dolna Frankonia, w regionie Main-Rhön, w powiecie Bad Kissingen, siedziba wspólnoty administracyjnej Bad Brückenau, do której jednak miasto nie należy. Leży w Rhön, ok. 24 km na północny zachód od Bad Kissingen, nad rzeką Sinn, przy autostradzie A7, drodze B27, B286 i linii kolejowej Wildflecken – Gemünden am Main.

## Dzielnice
W skład miasta wchodzą następujące dzielnice: Bad Brückenau, Staatsbad Brückenau, Römershag, Volkers i Wernarz

## Polityka
Burmistrzem jest Heinz Laudenbach.
Rada miasta:
|      | CSU | SPD | FDP | Wolni Wyborcy | PWG | FB | BFB | Razem     |
| 2002 | 7   | 2   | 1   | 1             | 6   | 2  | 1   | 20 miejsc |

## Współpraca
Miejscowości partnerskie:
- Ancenis, Francja od 1980
- Kirkham, Anglia od 1995

## Zabytki i atrakcje
- muzeum w Starym Ratuszu (Heimatmuseum)
- Niemieckie Muzeum Rowerów (Deutsches Fahrradmuseum)

- Kościół Mariacki (Marienkirche)
- Stary Ratusz
- klasztor Volkersberg

- festyn miejski
- Dni muzyki Bad Brückenau

## Osoby urodzone w Bad Brückenau
- Ernst Putz 1896 – 1933), minnesinger
- Melchior Adam Weikard (1742 – 1803), lekarz, filozof
- Götz Widmann (ur. 1965), piosenkarz